# بات كروفورد
بات كروفورد (3 أغسطس 1933 في أستراليا - 21 يناير 2009 في أستراليا) (بالإنجليزية: Pat Crawford)‏ هو لاعب كريكت أسترالي. شارك مع منتخب أستراليا الوطني للكريكت. أما مع النوادي، فقد لعب مع فريق جنوب ويلز الجديد للكريكت ‏.

## وصلات خارجية
- بات كروفورد على موقع إي آس بي آن كريك إنفو (الإنجليزية)